# 煩悩
煩悩（ぼんのう、サンスクリット語: क्लेश, kleśa、クレーシャ、巴: kilesa、キレーサ、英: Kleshas）とは、仏教の教義の一つで、身心を乱し悩ませ智慧を妨げる心の働き（汚れ）を言う。同義語として、漏（ろ; aśrava、アーシュラヴァ、巴: asava、アーサヴァ）、随眠（ずいめん; anuśaya, アヌシャヤ、巴: anusaya、アヌサヤ）、暴流（ぼうりゅう; ogha）、軛（くびき; Yoga）など、数多くの表現が用いられたりもする。
仏教では、人の苦の原因を自らの煩悩ととらえ、その縁起を把握・克服する解脱・涅槃への道が求められた。釈迦は、まず煩悩の働きを止めるのは気づき（念）であり、そして根源から絶するものは般若（智慧）であると説いている。
部派仏教の時代になると、煩悩の深い分析が行われた。

## 煩悩の数について
煩悩の根本に三毒がある。人生においてどのような局面がどのような煩悩となるかをよく知る（遍知）ため、後代にそれを細かく分析し修習の助けとしたものであり、「数」を突き詰めれば無限にあると考えられる。このため、「稠林」（森林のように数多の煩悩）とも表される。
日本では俗に煩悩は108あり、除夜の鐘を108回衝くのは108の煩悩を滅するためと言われる。実際には時代・部派・教派・宗派により数はまちまちであり、少なくは3、多い場合は（約）84,000といわれる。
心所の区分から言えば、
- 上座部仏教（分別説部、『アビダンマッタ・サンガハ』）では、不善心所の14種
- 説一切有部（『倶舎論』）では、大煩悩地法（6）・大不善地法（2）・小煩悩地法（10）・不定地法（8）の計26種
- 大乗仏教の唯識派・法相宗（『唯識三十頌』）では、煩悩心所（6）・随煩悩心所（20）・不定心所（4）の計30種

を煩悩とみなすことができる。

## 基本

### 三毒
煩悩の根源（人間の諸悪の根源）は、
- 貪欲（とんよく[注 3]）
- 瞋恚（しんに）
- 愚痴（ぐち）

の3つとされ、これをあわせて三毒（さんどく）と呼ぶ。三毒の中でも特に痴愚、すなわち物事の正しい道理を知らないこと、十二因縁の無明が、最も根本的なものである。
煩悩は、我執（自己が実体的に存在すると考えて執着すること）から生ずる。この意味で、十二因縁中の「愛」は、ときに煩悩のうちでも根本的なものとされる（日常語の愛と意味が異なることを注意）。

### 五蓋
- 欲愛
- 瞋恚
- 惛沈（こんじん）
- 掉挙（じょうこ）
- 疑（ぎ）

の5つを、五蓋（ごがい）と呼ぶ。蓋とは文字通り、心を覆うものの意味であり、煩悩の異称。
これらは比丘の瞑想修行の妨げになるものとして、取り除くことが求められる。

### 五下分結・三結
修行者を欲界（下分）へと縛り付ける煩悩を、五下分結（ごげぶんけつ）と呼ぶ。結とは束縛の意。
1. 欲愛（よくあい） - カーマ（五感）への渇望・欲望
2. 瞋恚（しんに） - 悪意・憎しみ
3. 有身見（うしんけん） - 我執
4. 戒禁取見（かいごんじゅけん） - 誤った戒律・禁制への執着
5. 疑（ぎ） - 疑い

この5つを絶つことで、不還果へと到達できる。
この5つの内、3.〜5.の3つを特に三結（さんけつ）と呼び、これらは四向四果の最初の段階である預流果において、早々に絶たれることになる。

### 五上分結
修行者を色界・無色界（上分）へと縛り付ける煩悩を、五上分結（ごじょうぶんけつ）と呼ぶ。
1. 色貪（しきとん） - 色界に対する欲望・執着
2. 無色貪（むしきとん） - 無色界に対する欲望・執着
3. 掉挙（じょうこ） - （色界・無色界における）心の浮動
4. 慢（まん） - 慢心
5. 無明（むみょう） - 根本の無知

この5つを絶つことで、四向四果の最終段階である阿羅漢果へと到達できる。

### 三漏
相応部漏経では、釈迦は以下の三つの漏（asava）を挙げている。
- 欲漏 (Kāma āsavo)
- 有漏 (bhava āsavo)
- 無明漏 (avijjā āsavo)

### 四暴流・四軛
ブッダゴーサによると、釈迦は渇愛を川に喩え、「川の流れ」すなわち暴流（ogha）を渡って彼岸に至ることを涅槃と位置づけた。四暴流は四漏ともされる。これら四暴流を絶つ道は、八正道であると釈迦は述べている。

Cattārome āvuso oghā: kāmoso bhavogho diṭṭhogho avijjogho. Ime kho āvuso cattāro oghāti.

友よ、これら四つの暴流がある。欲暴流、有暴流、見暴流、無明暴流。友よ、これらが四暴流である。
—パーリ仏典, 相応部 ジャンブカーダカ相応 暴流問経, Sri Lanka Tripitaka Project
- 欲暴流（kāma ogha）
- 有暴流（bhava ogha）
- 見暴流（diṭṭhi ogha）
- 無明暴流（avijjā ogha)

Cattāro'me bhikkhave yogā. Katame cattāro? Kāmayogo bhavayogo diṭṭhiyogo avijjāyogo.

比丘たちよ、これら四つの軛がある。いかなる四か。欲軛、有軛、見軛、無明軛である。
—パーリ仏典,  増支部四集 10.軛経, Sri Lanka Tripitaka Project
四軛（しけつ）とは、四つの軛（くびき,Yoga）のことであり、同じく煩悩を指す。
- 欲軛 (Kāma yogo)
- 有軛 (bhava yogo)
- 見軛 (diṭṭhi yogo)
- 無明軛 (avijjā yogo)

## 諸説

### 説一切有部
説一切有部では、煩悩を分析し、見惑と修惑（思惑）とに分け、また貪・瞋・癡・慢・疑・悪見の6種を根本煩悩とした。さらに、付随する煩悩（随煩悩）を19種数える。

#### 九十八随眠
また説一切有部では、『倶舎論』「随眠品」などにも見られるように、伝統的に煩悩（随眠）を九十八随眠として表現することもある。
これは、貪・瞋・痴・慢・疑・見の六随眠を起点とし、三界の内の欲界に32、色界・無色界にそれぞれ28、計88の見惑（見道所断によって断たれる煩悩）を配置し、更に10の修惑（修道所断によって断たれる煩悩）を加えて、九十八随眠としたものである。
これに十纏とよばれる10の煩悩を付け加えたものが、俗に108つの煩悩と呼ばれているものである。

### 唯識派・法相宗
大乗仏教の瑜伽行派（ゆがぎょうは）では、上記の根本煩悩から派生するものとして、20種の随煩悩を立てた。
瑜伽行派の後継である東アジアの法相宗もこの説に従う。

### 本覚思想
天台本覚思想では煩悩即菩提を唱える。